# SPOT

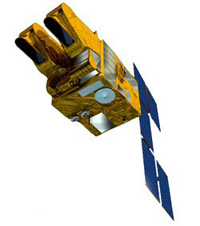
Satélite SPOT-5.

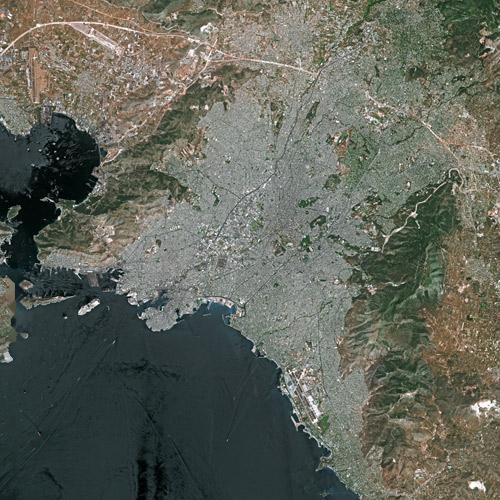
Atenas vista por el satélite Spot-5 en 2002

Los satélites Spot (Satellite Pour l’Observation de la Terre: Satélite Para la Observación de la Tierra) son una serie de satélites de teledetección civiles de observación del suelo terrestre.

## Historia
Aprobado en 1978 por Francia, el programa Spot ha sido desarrollado por el CNES (Centro Nacional de Estudios Espaciales francés) en colaboración con Bélgica y Suecia. Está formado por una serie de satélites e infraestructuras terrestres para controlar y programar los satélites, así como para producir imágenes.
Los satélites han sido desarrollados por Matra (convertida en EADS Astrium), junto con Aerospatiale/Satélites (convertida más adelante en Thales Alenia Space).
Las imágenes Spot se comercializan a través de la sociedad Spot Image.
- Órbita: casi polar, circular, heliosincrónica y en fase;
- Altitud: 822 km.

Una de las grandes ventajas del sistema SPOT es su capacidad de desalineación de su instrumento de obtención de imágenes principal a ambos lados de la traza en tierra del satélite, de +31,06º a -31,06º. Éste proporciona una flexibilidad de adquisición muy elevada, en concreto reduciendo la repetitividad de adquisición (frecuencia temporal o frecuencia de revisita) hasta 6 días.
- - 20 metros en multiespectral (ARV2)
    - Banda 1: Verde (0,50 - 0,59 µm)
    - Banda 2: Rojo (0,61 - 0,68 µm)
    - Banda 3: Infrarrojo cercano (0,78 - 0,89 µm)
- Lanzamiento: 
  - Spot-1, lanzado el 22 de febrero de 1986 (Ariane 1). Se desplazó hacia una órbita más baja en 2003.
  - Spot-2, lanzado el 22 de enero de 1990 (Ariane 40). Con una vida útil prevista de 3 años, funcionó durante casi 20 y adquirió 6,5 millones de imágenes, cubriendo 23.400 millones de kilómetros cuadrados. Como en el caso de Spot-1, se efectuó una maniobra de desorbitación en julio de 2009, utilizando el resto de hidracina del sistema de control de actitud y órbita, colocándolo en una órbita de 600 km de perigeo. Se desintegrará en la atmósfera aproximadamente 25 años más tarde, en lugar de 200 años si no se hubiera podido efectuar esta maniobra1.
  - Spot-3, lanzado el 26 de septiembre de 1993 (Ariane 40), que estuvo en funcionamiento hasta noviembre de 1996.

### 2ª generación: Spot-4
Diseñado en sinergia con Helios 1.
- Resolución de las imágenes del instrumento HRVIR (Alta Resolución Visible e Infrarrojo): 
  - 10 metros en monoespectral en el canal rojo (0,61 - 0,68 µm).
  - 20 metros en multiespectral
    - Banda 1: Verde (0,50 - 0,59 µm)
    - Banda 2: Rojo (0,61 - 0,68 µm)
    - Banda 3: Infrarrojo cercano (0,78 - 0,89 µm)
    - Banda 4: Infrarrojo medio (IRM) (1,58 - 1,75 µm)
- Pasajero: 
  - PASTEL (PAsajero Spot de Telecomunicación Láser), uno de los dos terminales ópticos que forman el sistema de comunicación espacial SILEX (Semi conductor Intersatellite Link EXperiment).
  - VEGETATION-12, desarrollado por Aerospatiale en el Centro espacial de Cannes Mandelieu, está formado por un sistema de imágenes que funciona en las 4 bandas espectrales. Utiliza ópticas telecéntricas que garantizan una resolución espacial del orden de 1 km para una cobertura en tierra de 2250 km de ancho y una repetitividad diaria en latitudes templadas.
- Lanzamiento: 
  - Spot-4 fue lanzado el 23 de marzo de 1998 (Ariane 40, Vuelo 107)
  - Spot-4 efectúa un ciclo de 369 órbitas en 26 días sobre una órbita heliosíncrona casi polar; el nodo ascendente está a 22h30.

### 3.ª generación: Spot-5
Diseñado en sinergia con Helios 2.
- Resolución de las imágenes del instrumento ARG (Alta Resolución Geométrica):

La innovación de Spot-5 es la introducción del Súper-Modo, que permite la creación de una imagen con 2,5 metros de resolución a partir de dos imágenes de 5 metros adquiridas simultáneamente con un semi-píxel de desfase. Su combinación se realiza mediante técnicas avanzadas de tratamiento y restauración de imágenes.
- - 2,5 metros en súper-modo pancromático (0,48 - 0,71 µm)
  - 5 metros en pancromático (0,48 - 0,71 µm)
  - 10 metros multiespectral
    - Banda 1: Verde (0,50 - 0,59 µm)
    - Banda 2: Rojo (0,61 - 0,68 µm)
    - Banda 3: Infrarrojo cercano (0,78 - 0,89 µm)
    - Banda 4: Infrarrojo medio (IRM) (1,58 - 1,75 µm) a 20 m

  - Capacidades de adquisición de pares estereoscópicos mejorados gracias al instrumento ARE (Alta Resolución Estereoscópica)
- SPOT-5 también incorpora VEGETATION-2, sucesor del VEGETATION-1 que llevaba a bordo el SPOT-4
- Lanzamiento: 
  - Spot-5 fue lanzado el 3 de mayo de 2002 (Ariane 42P, Vuelo 151)

### 4.ª generación: Spot 6 y 7
Spot 6 y Spot 7 forman una constelación de satélites de observación de la Tierra diseñada para garantizar la continuidad de la disponibilidad de los datos de alta resolución y campo amplio hasta 2024. EADS Astrium decidió realizar esta constelación de satélites en 2009 basándose en el análisis de las necesidades gubernamentales respecto a estos datos. Spot Image, filial de Astrium, aporta la inversión total y es propietaria de todo el sistema (satélites y segmentos de suelo).
- La arquitectura de los satélites es similar a la de los satélites Pléiades: instrumento óptico sobre el eje central, un sensor estelar con tres cabezales, un giroscopio de fibra óptica (FOG) y cuatro ruedas de reacción giroscópicas (Control Moment Gyroscopes).
- Órbita: Spot 6 y 7 estarán en fase sobre la misma órbita que Pléiades 1 y 2, a 694 km de altitud.
- Resolución de las imágenes producidas: 
  - Pancromático: 1,5 m
  - Color: 1,5 m
  - Multiespectral: 6 m
- Bandas espectrales, adquisiciones simultáneas pancromáticas y multiespectrales en las frecuencias siguientes:
  - Pancromático (455 - 745 nm)
  - Banda azul (455 – 525 nm)
  - Banda verde (530 – 590 nm)
  - Banda roja (625 – 695 nm)
  - Banda Infrarrojo cercano (760 - 890 nm)
- Extensión: 60 km sobre 60km
- Programación reactiva: 6 planes de programación al día para cada satélite
- Capacidad de adquisición: 3 millones de km² al día
- Fechas de lanzamiento: SPOT 6 fue lanzado 9 de septiembre de 2012 por el lanzador indio PSLV y el SPOT 7 fue lanzado el 30 de junio de 2014 a bordo de un lanzador PSLV.

### Estaciones de recepción en tierra
Existen un total de 49 estaciones distribuidas entre los 5 continentes.

## Ventajas y usos de las imágenes Spot
Las imágenes extraídas de la teledetección espacial (Spot u otros satélites) presentan las siguientes ventajas: cobertura mundial, poder de síntesis gracias a la dimensión de las superficies cubiertas y repetitividad.
Una de las ventajas de Spot es su banco de imágenes, que cubre el planeta desde hace más de 20 años con sensores similares. Este banco permite estudiar fácilmente fenómenos que evolucionan a través del tiempo y el espacio (deforestación, etc.).
Los tres grandes ámbitos de aplicación:
- Defensa: 
  - uso de las imágenes estereoscópicas para la elaboración de modelos digitales de terreno,
  - información en tiempo de paz, sin violación del espacio aéreo de la zona observada,
  - uso de estaciones de recepción móviles para informar al mando en el teatro de operaciones.
- Agricultura: 
  - la Comunidad europea utiliza las imágenes Spot para controlar las declaraciones en el marco de la política agrícola común (el sensor infrarrojo permite la identificación de las plantas y del estado de maduración),
  - evaluación de los daños provocados por fenómenos meteorológicos adversos (viento, granizo, etc.).
- Cartografía: 
  - Spot 5 y su sensor pancromático (resolución de 5m y 2,5 m en súper-modo) permite la elaboración de mapas a escala 1:50.000.

Otros ámbitos de aplicación
- Gestión del medio ambiente
- Marítimo
- Ordenación del territorio e ingeniería civil
- Urbanismo y demografía